# Ả Rập học

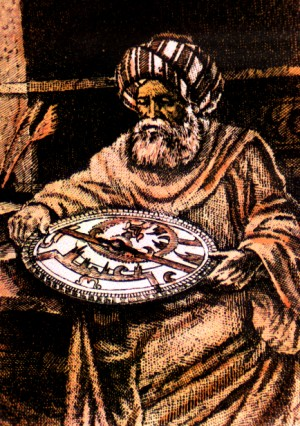
Al-Battani là một nhà thiên văn Ả Rập, nhà chiêm tinh học và nhà toán học.

Ả Rập học (tiếng Anh: Arab studies hay Arabic studies) là một môn khoa học hàn lâm tập trung vào nghiên cứu người Ả Rập và Thế giới Ả Rập. Nó bao gồm nhiều môn học như nhân học, ngôn ngữ học, lịch sử, khảo cổ học, nhân chủng học, nghiên cứu văn hoá, kinh tế, địa lý, lịch sử, quan hệ quốc tế, luật, văn học, triết học, tâm lý học, khoa học chính trị, hành chính công và xã hội học. Nội dung của Ả Rập học rút ra từ các biên niên sử Ả Rập, các tài liệu ghi chép và văn bản miệng về người Ả Rập từ các nhà thám hiểm và các nhà khoa học trong Thế giới Ả Rập (Trung Đông - Bắc Phi).

## Sử học
Ả-rập học nói về lịch sử Trung Đông và Bắc Phi, từ trước khi Hồi giáo phát triển cho đến thời điểm hiện tại. Bao gồm nhiều chủ đề, chẳng hạn như phương pháp, cách tiếp cận, lịch sử thuộc địa, giới tính, môi trường và pháp lý. Nó phụ thuộc vào lịch sử chính trị, kinh tế, xã hội và văn hoá của khu vực.

## Ngôn ngữ học

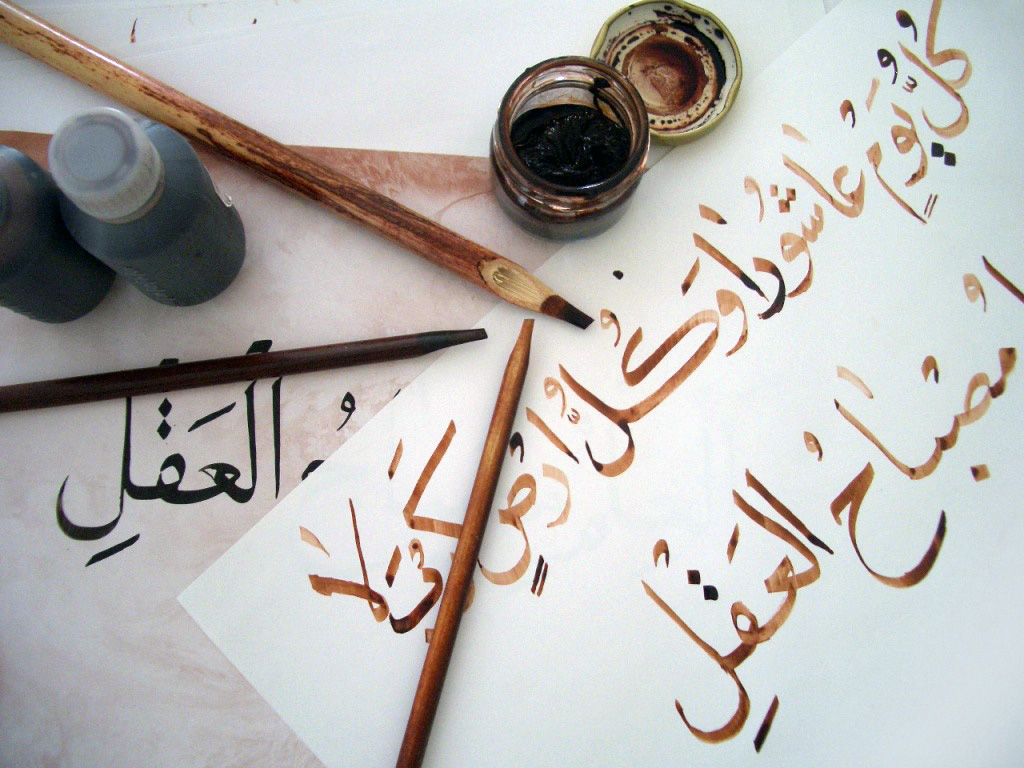
Thư pháp Ả Rập

Tiếng Ả Rập là một ngôn ngữ được nói bởi hơn 422 triệu người trên thế giới. Bao gồm Ma-rốc, Mauritania và Tây Sahara ở phía tây, và kéo dài đến Irac, các quốc gia vùng Vịnh và Somalia ở phía đông. Ngôn ngữ chính thức của 26 quốc gia, một trong sáu ngôn ngữ chính thức của Liên hợp quốc. Đây cũng là ngôn ngữ thiêng liêng của hơn 1,7 tỷ người Hồi giáo trên khắp thế giới, và ngôn ngữ tạo nên một số tác phẩm vĩ đại nhất của văn học, khoa học và lịch sử trên thế giới. Theo các giáo lý của Hồi giáo, tiếng Ả Rập cổ điển là ngôn ngữ mà trong đó Thiên Chúa đã chọn nói chuyện với loài người thông qua nhà tiên tri Muhammad vào thế kỷ thứ bảy của thời đại Cơ đốc. Đây là ngôn ngữ của Kinh Koran, thánh sách Hồi giáo. Đây là ngôn ngữ của các văn bản Hồi giáo cổ điển. Tiếng Ả Rập hiện đại là ngôn ngữ của sách, tin tức phát thanh, thơ ca và các bài diễn văn chính trị trên khắp thế giới Ả Rập, một ngôn ngữ mà mọi học sinh tiểu học học đọc và viết, một ngôn ngữ đa dạng về truyền thống thơ ca Ả Rập, ngôn ngữ của các nhà thần học. Kiến thức về tiếng Ả Rập tạo cơ hội để kết nối với mọi người trên khắp Trung Đông, cung cấp sự tiếp cận đến sự phong phú và niềm đam mê của thế giới Ả rập đương đại. Tiếng Ả Rập là một cách để khám phá gần 14 thế kỷ của một trong những truyền thống trí thức tinh vi, đa dạng và phong phú nhất trên thế giới.

Quá trình mở rộng Đế chế Ả Rập.
Sự mở rộng Prophet Muhammad, 622-632
Sự mở rộng thời Rashidun Caliphate, 632-661
Sự mở rộng thời Umayyad Caliphate, 661-750

## Chính trị học
Sự phát triển chính trị đương đại trong thế giới Ả-rập và Trung Đông. Chương trình bao gồm nghiên cứu sự độc đoán, tính dân tộc, các thể chế địa phương, chính trị, chiến tranh, hoà bình, nhận dạng, chính sách an ninh và an ninh môi trường. Nó dựa vào các chính sách so sánh, quan hệ quốc tế, lịch sử, khoa học, kinh tế chính trị và phát triển.

## Thần học
Kalam (علم الكلام) là một trong những môn "khoa học tôn giáo" của đạo Hồi. Trong tiếng Ả Rập, từ này có nghĩa là "thảo luận". Một học giả của Kalam được gọi là mutakallim.

## Triết học

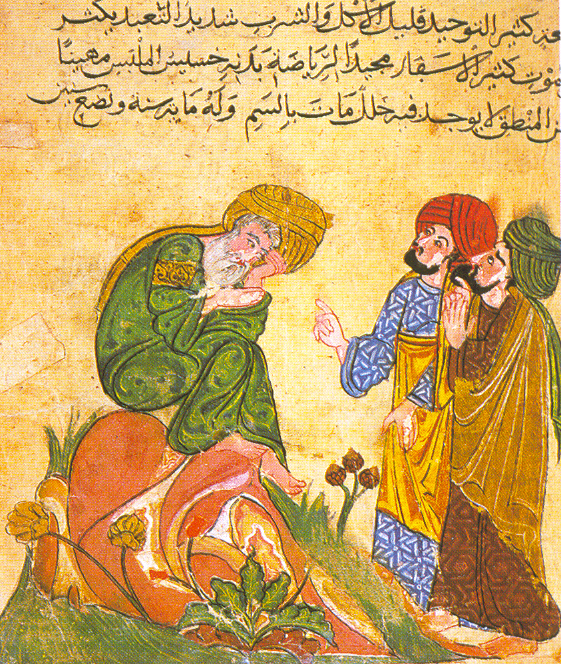
Một bản thảo tiếng Ả Rập từ thế kỷ 13 mô tả Socrates (Soqrāt) trong cuộc thảo luận với học trò của mình

Triết học tiếng Ả Rập là một phần của Ả Rập học. Đó là sự hòa hợp giữa đức tin, lý trí hoặc triết học, và những giáo lý của người Ả rập. Một người Hồi giáo tham gia vào lĩnh vực này được gọi là triết gia Ả Rập. Nó được chia thành các lĩnh vực như: 
- Triết học Ả Rập ban đầu
  - Chủ nghĩa khoái lạc
  - Chủ nghĩa đa dạng
- Triết học Ả Rập hiện đại
  - Chủ nghĩa siêu việt
- Triết học về Đấng sáng tạo

## Văn học
- Văn học Ả Rập
  - Văn học Ả Rập sử thi
- Thơ Ả Rập

## Nghệ thuật

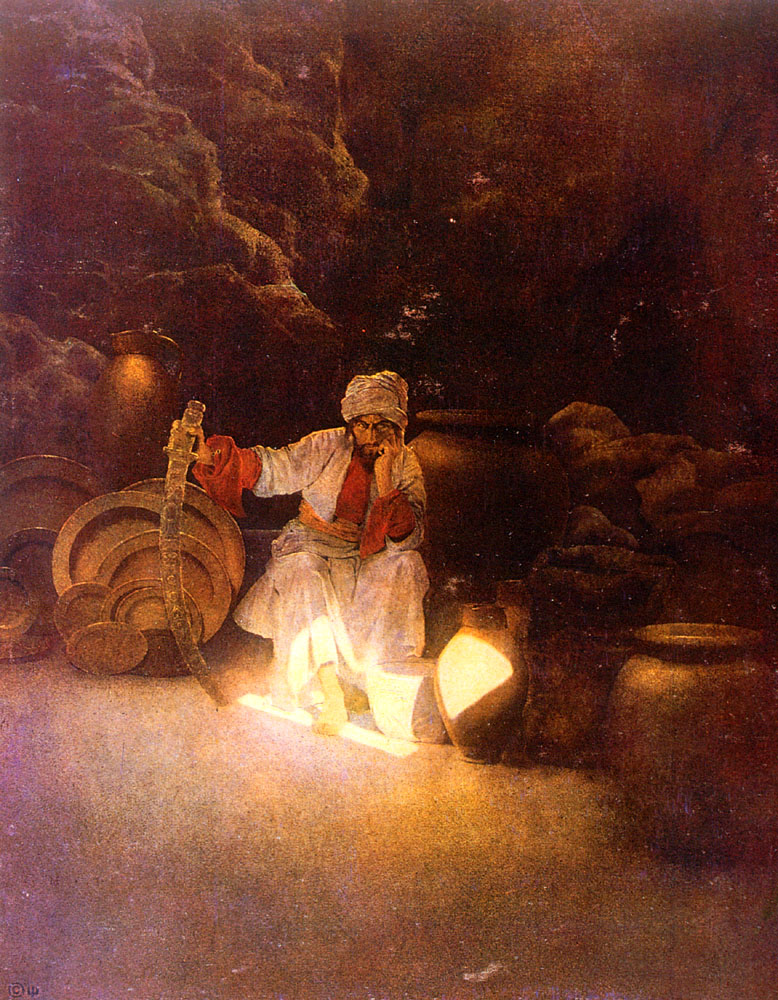
"Ali Baba" được vẽ bởi Maxfield Parrish.

Bao gồm các lĩnh vực cơ bản như
- Thư pháp Ảrập
- Gốm Ả Rập
- Âm nhạc Ả Rập
- Kiến trúc Ả Rập

## Nhà Ả Rập học tiêu biểu
- William Granara
- George Grigore
- Beatrice Gründler
- Gustave E. von Grunebaum
- Julián Ribera
- Charles Pierre Henri Rieu
- Andrew Rippin
- Maxime Rodinson
- Franz Rosenthal
- Cheryl Rubenberg
- Gordiy Sablukov
- W. Montgomery Watt
- Hans Wehr
- Michael Scott Weir
- Julius Wellhausen
- Abraham Wheelocke
- Franz Woepcke
- William Wright (orientalist)